# 泰晤士報教育副刊
泰晤士報教育副刊（Times Educational Supplement，缩写为）是一份以初等教育、中等教育和继续教育为内容的英国报刊，它的内容还涉及到教师求职等。

## 历史
泰晤士報教育副刊最初是1910年作为《泰晤士报》的副刊发行的。但是到1914年这份副刊的受欢迎度已经非常大了，因此它成为一份独立的周报，当时的卖价是每份一便士。
到1971年《泰晤士高等教育》创刊前《泰晤士報教育副刊》也包括高等教育的内容。1999年新闻国际公司把泰晤士副刊公司分割出来，创办了泰晤士報教育副刊公司。2005年10月泰晤士報教育副刊公司被卖给了一个私人的股份公司，2007年5月它又被卖给了它今天归属的股份公司。2006年11月报纸的网上和印刷版本的内容和布版更新，尤其是它的印刷版成了全彩色的。

## 现况
《泰晤士報教育副刊》的主编是杰拉德·凯利，在威爾士和苏格兰它分别有当地性的版本。
该报继续每周五发行，售价为1.70英镑。它的印刷版与网上版互相补充，尤其通过这个方式来提供雇佣信息。2008年上半年共发行57,714份，其中98.2%在英国和爱尔兰出售。国家读者普查的数据估计每月读者在40万左右，其中90%左右属于上层阶层。
泰晤士報教育副刊的网站分几个部分，其中包括一个讨论站、雇佣信息和供教师分享他们的课程、作业等资源的部分。
《泰晤士報教育副刊》发表了一系列辅助报纸的彩色杂志。